# Friedrich Brand
Friedrich Brand (* 1891; † 1979) war ein deutscher Landrat und Manager.

## Leben
Brand arbeitete von 1921 bis 1923 im Oldenburgischen Staatsministerium, wo er Leiter des Handels- und Gewerberates war. Von 1923 bis 1933 war er Landrat im Landkreis Cloppenburg. Nach seiner Ablösung im Jahr 1933 wurde Brand Leiter des Landeselektrizitätsverbandes Weser-Ems. Von 1936 bis 1945 war er Vorsitzender des Vorstandes bzw. Präsident der Energieversorgung Weser-Ems AG in Oldenburg.
Nach Ende des Zweiten Weltkrieges nahm er 1948 eine Tätigkeit als freiberuflicher Wirtschafts- und Finanzberater auf. Als Mitglied in der Vorläuferorganisation des Wirtschaftsrats der CDU war er ab 1958 Leiter der „Brand-Kommission“ („Prüfungskommission für die Deutsche Bundesbahn“), die 1960 einen Bericht zur Sanierung der Deutschen Bundesbahn im Auftrag des Bundesverkehrsministers Hans-Christoph Seebohm erstellte. Von 1961 bis 1970 war er Mitglied des Verwaltungsrates der Deutschen Bundesbahn. Seit 1959 war er in Brüssel Mitglied des Wirtschafts- und Sozialausschusses der EWG.
Im Jahr 1966 erhielt Brand das Große Bundesverdienstkreuz mit Stern. Seit 1910 war er Mitglied der katholischen Studentenverbindung A.V. Palatia Göttingen. Später wurde er noch Mitglied der A.V. Zollern Münster.

## Schriften
- Die Verkehrswirtschaft der Unterweser, ihre geschichtliche Entwicklung und Bedeutung in der Gegenwart. Vortrag, geh. auf d. 12. Sitzung d. Seeverkehrsbeirats am 18. April 1955 in Nordenham. Schiffahrts-Verlag „Hansa“, Hamburg 1955. Schriftenreihe des Seeverkehrsbeirats; H. 7